# Casino de Monte-Carlo
Casino de Monte Carlo – kasyno działające w Monte Carlo, jednej z dzielnic Monako. Poza samym kasynem obejmuje również operę oraz balet.

## Początki
W połowie XIX wieku książęca rodzina Grimaldi znalazła się w ciężkiej sytuacji finansowej. Jako rozwiązanie problemów finansowych książę Karol III postanowił otworzyć kasyno, których działalność była zakazana w sąsiednich państwach. Pomysłodawczynią tego przedsięwzięcia była matka Karola - księżna Maria Karolina. 
Książę Karol powołał zespół mający na celu opracowanie planu sfinansowania inwestycji wymagającej 4 milionów franków
. Jednak braki w infrastrukturze i małe zainteresowanie niewielkim księstwem nie sprzyjały przyciągnięciu kapitału, w związku z czym w roku 1857 prawa do kasyna przeszły na Pierre'a Davala. Również i Pierre Daval nie odniósł sukcesu. Ostatecznie książę zwrócił się do Francuza François Blanca który za 1,7 miliona franków oraz roczną sumę 50 000 franków plus 10% zysku netto uzyskał koncesję na gry na 50 lat.
W 1863 powstał pierwszy budynek kasyna. Obecny budynek otwarto w roku 1879.
François Blanc zmarł w roku 1877, a zarząd nad kasynem przeszedł na jego syna Camille’a.

## Późniejsze dzieje

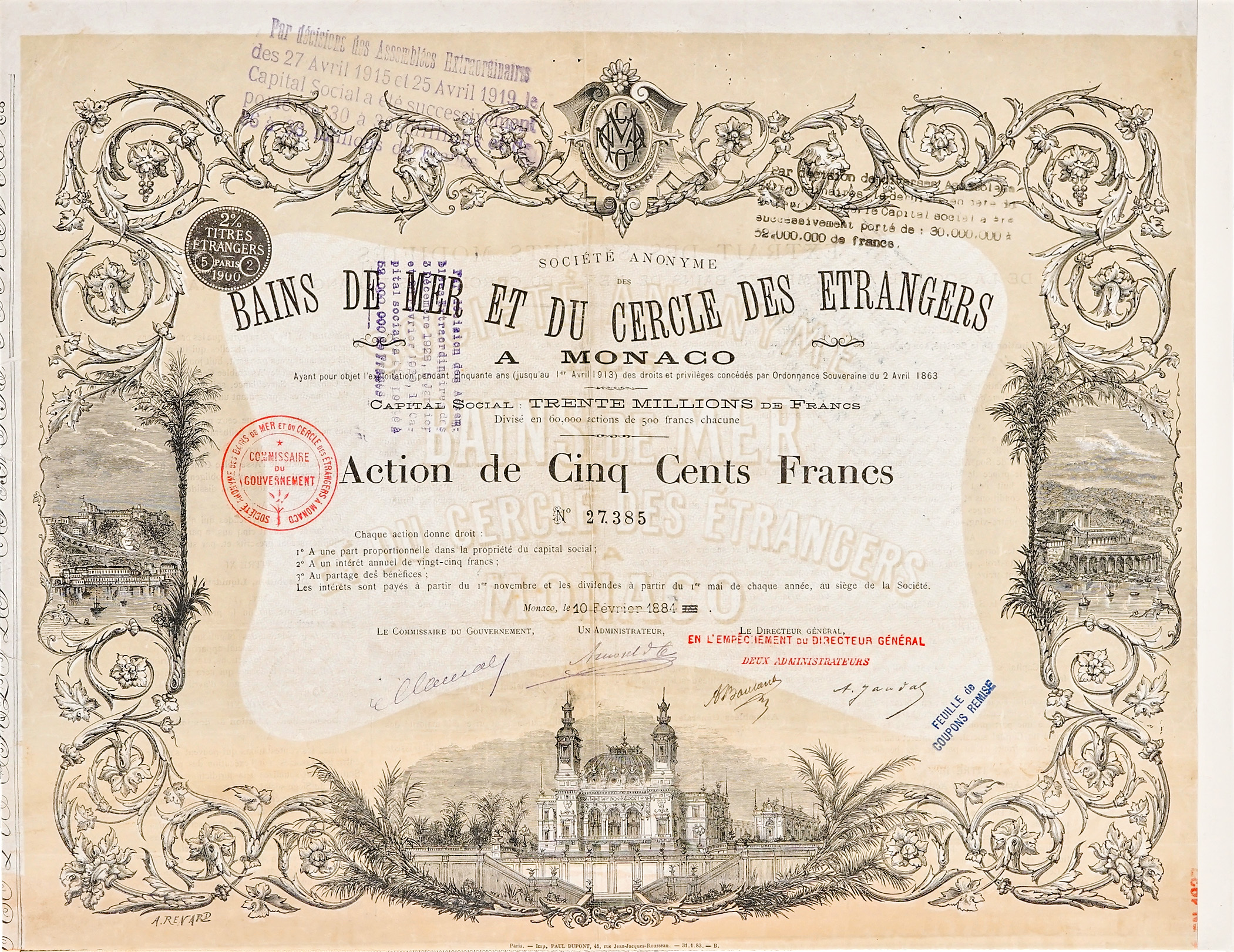
Akcja o nominale 500 franków Société Anonyme de Bains de Mer et du Cercle des Étrangers à Monaco, spółki zarządzającej kasynem Monte-Carlo, wyemitowana 10 lutego 1884 rok

Karol III zmarł w roku 1889, na tron wstąpił wówczas jego syn Albert.
Książę Albert nie był przychylny działalności kasyna. Przyjaciele księcia twierdzili, że chce on zamknąć kasyno kiedy tylko nadarzy się okazja. Okazja nadeszła, gdy poślubił bogatą wdowę Alicję Heine. Zarządzający wówczas kasynem Camille Blanc prowadził nawet rozmowy z księciem Liechtensteinu na temat możliwości przeniesienia kasyna. Ostatecznie jednak Blanc i książę Albert porozumieli się i kasyno przetrwało.

## Czasy obecne
Kasynem do dziś zarządza Société des Bains de Mer, które założone zostało przez François Blanca. Z kasyna nie mogą korzystać obywatele Monako, a jedynie osoby odwiedzające.
W kasynie gościł James Bond w filmach Nigdy nie mów nigdy oraz GoldenEye.